# Liechtenstein az 1998. évi téli olimpiai játékokon
Liechtenstein a japán Naganóban megrendezett 1998. évi téli olimpiai játékok egyik részt vevő nemzete volt. Az országot az olimpián 2 sportágban 8 sportoló képviselte, akik érmet nem szereztek.

## Alpesisí
Férfi
| Versenyző     | Versenyszám            | 1. futam      | 1. futam      | 2. futam | 2. futam | Összesítés    | Összesítés    |
| Versenyző     | Versenyszám            | Idő           | Hely.         | Idő      | Hely.    | Idő           | Helyezés      |
| ------------- | ---------------------- | ------------- | ------------- | -------- | -------- | ------------- | ------------- |
| Marco Büchel  | Óriás-műlesiklás       | 1:22,52       | 19.           | 1:19,47  | 13.      | 2:41,99       | 14.           |
| Jürgen Hasler | Lesiklás               |               |               |          |          | nem ért célba | nem ért célba |
| Jürgen Hasler | Szuperóriás-műlesiklás |               |               |          |          | 1:38,32       | 26.           |
| Achim Vogt    | Óriás-műlesiklás       | nem ért célba | nem ért célba | kiesett  | kiesett  | kiesett       | kiesett       |

| Versenyző     | Versenyszám | Műlesiklás | Műlesiklás | Műlesiklás | Műlesiklás | Műlesiklás | Műlesiklás | Lesiklás | Lesiklás | Összesítés | Összesítés |
| Versenyző     | Versenyszám | 1. futam   | 1. futam   | 2. futam   | 2. futam   | Össz.      | Össz.      | Lesiklás | Lesiklás | Összesítés | Összesítés |
| Versenyző     | Versenyszám | Idő        | Hely.      | Idő        | Hely.      | Idő        | Hely.      | Idő      | Hely.    | Idő        | Helyezés   |
| ------------- | ----------- | ---------- | ---------- | ---------- | ---------- | ---------- | ---------- | -------- | -------- | ---------- | ---------- |
| Jürgen Hasler | Összetett   | 54,39      | 17.        | 50,88      | 15.        | 1:45,27    | 15.        | 1:37,88  | 10.      | 3:23,15    | 9.         |

Női
| Versenyző            | Versenyszám            | 1. futam      | 1. futam      | 2. futam | 2. futam | Összesítés | Összesítés |
| Versenyző            | Versenyszám            | Idő           | Hely.         | Idő      | Hely.    | Idő        | Helyezés   |
| -------------------- | ---------------------- | ------------- | ------------- | -------- | -------- | ---------- | ---------- |
| Diana Fehr           | Műlesiklás             | 48,66         | 29.           | 50,10    | 21.      | 1:38,76    | 21.        |
| Diana Fehr           | Óriás-műlesiklás       | nem ért célba | nem ért célba | kiesett  | kiesett  | kiesett    | kiesett    |
| Birgit Heeb-Batliner | Óriás-műlesiklás       | 1:21,27       | 11.           | 1:33,43  | 9.       | 2:54,70    | 9.         |
| Tamara Schädler      | Műlesiklás             | 49,74         | 33.           | 50,27    | 23.      | 1:40,01    | 23.        |
| Tamara Schädler      | Óriás-műlesiklás       | nem ért célba | nem ért célba | kiesett  | kiesett  | kiesett    | kiesett    |
| Tamara Schädler      | Szuperóriás-műlesiklás |               |               |          |          | 1:22,90    | 38.        |

| Versenyző       | Versenyszám | Lesiklás | Lesiklás | Műlesiklás | Műlesiklás | Műlesiklás | Műlesiklás | Műlesiklás | Műlesiklás | Összesítés | Összesítés |
| Versenyző       | Versenyszám | Lesiklás | Lesiklás | 1. futam   | 1. futam   | 2. futam   | 2. futam   | Össz.      | Össz.      | Összesítés | Összesítés |
| Versenyző       | Versenyszám | Idő      | Hely.    | Idő        | Hely.      | Idő        | Hely.      | Idő        | Hely.      | Idő        | Helyezés   |
| --------------- | ----------- | -------- | -------- | ---------- | ---------- | ---------- | ---------- | ---------- | ---------- | ---------- | ---------- |
| Tamara Schädler | Összetett   | 1:34,18  | 22.      | 39,46      | 17.        | 38,54      | 17.        | 1:18,00    | 17.        | 2:52,18    | 17.        |

## Sífutás
Férfi
| Versenyző     | Versenyszám         | Eredmény  | Helyezés |
| ------------- | ------------------- | --------- | -------- |
| Markus Hasler | 10 km               | 28:55,2   | 20.*     |
| Markus Hasler | 15 km üldözőverseny | 44:31,9   | 35.      |
| Markus Hasler | 30 km               | 1:42:17,4 | 35.      |
| Stefan Kunz   | 10 km               | 30:56,8   | 57.      |
| Stefan Kunz   | 15 km üldözőverseny | 44:18,9   | 34.      |
| Stefan Kunz   | 30 km               | 1:39:33,3 | 14.      |
| Stefan Kunz   | 50 km               | 2:16:36,2 | 28.      |

* - egy másik versenyzővel azonos eredményt ért el